# 증오 (1995년 미국 영화)
《증오》(영어: White Man's Burden)는 미국에서 제작된 데즈먼드 나카노 감독의 1995년 드라마 영화이다. 존 트러볼타 등이 출연하였고, 로런스 벤더 등이 제작에 참여하였다.

## 출연진
- 존 트러볼타
- 해리 벨러폰티
- 켈리 린치
- 마거릿 에이버리
- 톰 바워
- 앤드루 로런스
- 범퍼 로빈슨
- 톰 라이트
- 셰릴 리 랠프
- 주디스 드레이크
- 로버트 고싯
- 마이클 비치
- 캐리 스노드그레스
- 세스 그린

## 기타 제작진
- 라인 제작: 폴 헬러먼
- 미술: 나오미 쇼핸
- 의상: 이시스 뮤센든